# Salvator Mundi (Leonardo da Vinci)

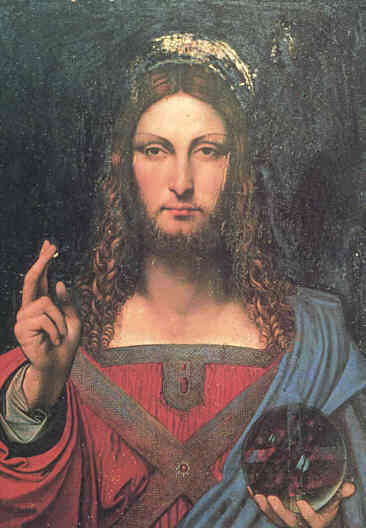
Een andere Salvator Mundi uit de omgeving van Leonardo

Salvator Mundi, Latijn voor Verlosser van de wereld, is een olieverfpaneel dat rond 1500 gemaakt is door Leonardo da Vinci of door iemand uit zijn atelier of omgeving. Het is geschilderd op een walnotenhouten paneel van 45,4 bij 65,6 cm. Op een veiling in 2017 verwisselde het werk van eigenaar tegen een prijs die er het duurste schilderij tot dan toe van maakte.
De Salvator Mundi was in de 15e en 16e eeuw een gekend onderwerp op Franse en Vlaamse schilderijen. De afbeelding toont Jezus met opgeheven rechterhand tot zegening, met in de andere een kristallen bol, symbool van de hemel. Hij is gekleed in zijn traditionele rode en blauwe gewaden. Om het werk te onderscheiden van andere Salvatores Mundi uit het atelier van Da Vinci, wordt het soms aangeduid als de versie-Cook, naar de vroegere eigenaar Francis Cook (1817-1901).

## Geschiedenis
Het schilderij werd mogelijk geschilderd voor Lodewijk XII van Frankrijk en zijn echtgenote, Anna van Bretagne, kort na Lodewijks verovering van Milaan en Genua rond 1500. Later zou het schilderij eigendom zijn geworden van Karel I van Engeland, wellicht meegenomen door diens echtgenote Henriëtta Maria van Frankrijk in 1625 voor haar vertrekken in Queen's House in Greenwich, en opgenomen in zijn kunstcollectie in 1649 voordat het geveild werd door de zoon van de hertog van Buckingham en Normanby in 1763. 
Het paneel werd in 1900 aangekocht door de Britse verzamelaar Francis Cook, eerste burggraaf van Monserrate. Het was in slechte staat als gevolg van eerdere restauratiepogingen en het auteurschap was onduidelijk. Nakomelingen van Cook veilden het in 1958 voor £ 45. In 2005 werd het schilderij verworven door een consortium van kunsthandelaren, onder wie Robert Simon, een specialist in oude meesters, voor circa $ 10.000. Het was zwaar overschilderd en werd voorafgaand aan de restauratie beschreven als "een wrak, donker en somber". Men dacht dat het schilderij een kopie was van een werk geschilderd door Da Vinci's leerling Giovanni Boltraffio.
Op de Leonardo-tentoonstelling van 9 november 2011 tot 5 februari 2012 in de National Gallery in Londen werd het schilderij voor het eerste als een authentieke Da Vinci gepresenteerd. Tijdens de voorbereidende werkzaamheden hadden de organisatoren vier Italiaanse kenners uitgenodigd om het auteurschap te beoordelen. Een van hen wees Da Vinci's auteurschap af en de drie anderen bleven twijfelen, onder meer door de onduidelijke herkomstgeschiedenis en de vele en zware restauraties. Op basis van een toeschrijving van Martin Kemp werd het op de expositie toch zonder reserves als een origineel werk van de meester gepresenteerd. Al in juli 2011 had het museum bericht dat het ongetwijfeld om een Leonardo da Vinci ging, waardoor de waarde steeg naar £ 120 miljoen. In 2013 werd het schilderij verkocht aan de Russische verzamelaar Dmitry Rybolovlev voor $ 127,5 miljoen, via de Zwitserse handelaar Yves Bouvier.

## Recordprijs
Op 15 november 2017 werd het paneel geveild voor de toenmalige eigenaar bij veilinghuis Christie's in New York. Het bracht $ 400 miljoen op, $ 450.312.500 inclusief commissie, waardoor de Salvator Mundi het duurst verkochte kunstwerk tot dan toe was. Het vermoeden bestaat dat de koper de Saoedische prins Bader bin Abdoellah bin Mohammed bin Farhan al-Saoed was namens het departement van Cultuur en Toerisme van Abu Dhabi, maar dit laatste werd door het ministerie niet bevestigd.
Het schilderij zou komen te hangen in het Louvre Abu Dhabi, kondigde het museum aan, echter daar hangt het niet. Het werk zou mogelijk aan boord hangen van het jacht "Serene" van de Saudische kroonprins Mohammed bin Salman.

## Trivia
- De Amerikaanse restaurateur Dianne Modestini publiceerde haar bevindingen tijdens het onderzoek, de reiniging en de restauratie van dit schilderij in de periode van april 2012 tot aan de verkoop in 2017, op de website 'Salvator Mundi Revisited'.[10]